# 圣瑟韦卡尔瓦多斯
圣瑟韦卡尔瓦多斯（法語：Saint-Sever-Calvados，法語發音：[sɛ̃ səvɛʁ kalvados]）是法国卡尔瓦多斯省的一个旧市镇，属于维尔区。2017年，圣瑟韦卡尔瓦多斯与临近的9个市镇合并为新市镇努德谢讷，圣瑟韦卡尔瓦多斯为新市镇行政中心。

## 地理
圣瑟韦卡尔瓦多斯（48°50'26"N, 1°2'52"W）面积27.92 平方千米，位于法国诺曼底大区卡爾瓦多斯省，该省份为法国西北部沿海省份，北濒大西洋英吉利海峡，东北与滨海塞纳省以海上边界相接，东临厄尔省，南至奧恩省，西与芒什省接壤。
与圣瑟韦卡尔瓦多斯接壤的市镇（或旧市镇、城区）包括：尚迪布、库尔松、丰特内尔蒙、勒加、勒梅尼勒科苏瓦、梅尼勒克兰尚、圣芒维厄博卡日、塞特弗雷尔、库卢夫赖-布瓦伯纳特尔。
圣瑟韦卡尔瓦多斯的时区为UTC+01:00、UTC+02:00（夏令时）。

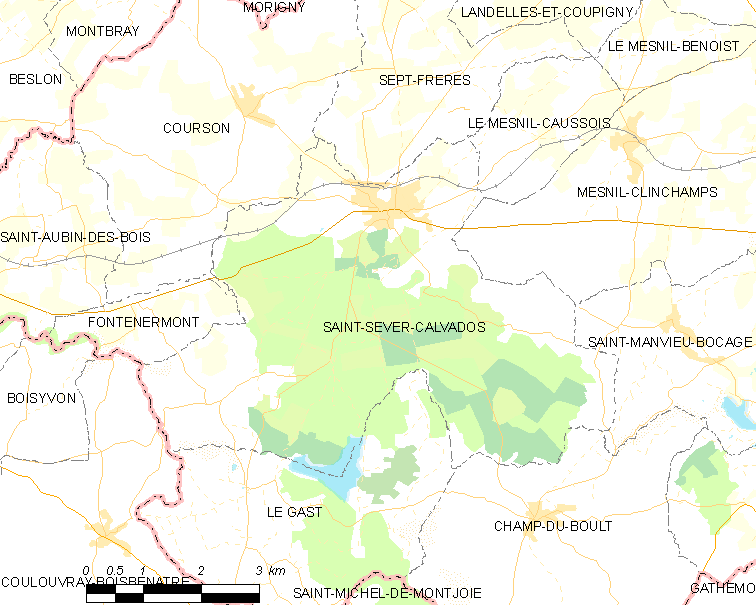
圣瑟韦卡尔瓦多斯的OSM定位图

## 行政
圣瑟韦卡尔瓦多斯的邮政编码为14380，INSEE市镇编码为14658。

## 政治
圣瑟韦卡尔瓦多斯所属的省级选区为维尔诺曼底县。

## 人口

1962-2008年间圣瑟韦卡尔瓦多斯人口变化图示

圣瑟韦卡尔瓦多斯于2018年1月1日时的人口数量为1250人。